# Paravisión
Paravisión es un canal de televisión paraguayo. Es propiedad de Albavisión y operado por Paravisión S.A.

## Historia
Paravisión empezó a emitir de manera experimental el 7 de octubre de 2004 a las 5:45 hs. (hora local) con la emisión de Camino de Luz. inicialmente emitían los programas heredados de Videodata Televisión, y más adelante, comenzó a transmitir de manera regular en octubre de 2005 con series, películas, telenovelas, dibujos animados y eventos deportivos como el fútbol español; más tarde agregó programas de producción original como el noticiero Paravisión Noticias, Los Analistas del Fútbol de Primera (actualmente en NPY) y Buen Día Paraguay.
En 2009, Paravisión adquirió los derechos exclusivos para transmitir los partidos de la UEFA Champions League y la UEFA Europa League.
En 2012, Paravisión obtuvo los derechos exclusivos para transmitir la Eurocopa y los Juegos Olímpicos.
Parte de su programación fue retransmitida por Suri TV, canal de la TDT argentina.
Su programación actual tiene dibujos animados, series y telenovelas colombianas y turcas que fueron emitidas anteriormente en su canal hermano SNT y otros canales paraguayos como Telefuturo y Latele, además de series actuales.
El 25 de octubre de 2024, el programa Arriba Paraguay se trasladó al SNT y el noticiero Paravisión Noticias, se deja de emitir siendo reemplazado por telenovelas y series.

## Logotipos

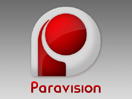
2004-2008
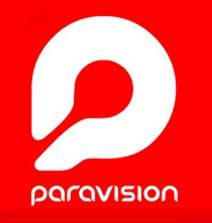
2008-presente